# Sophie Calle
Sophie Calle   (París, 9 d'octubre de 1953) és una escriptora, fotògrafa i artista conceptual francesa. Utilitza diferents suports i tècniques, com fotografies i texts, instal·lacions, llibres, objectes i pel·lícules.
El seu treball es caracteritza per l'ús arbitrari de les restriccions i evoca el moviment literari francès Oulipo. Sovint té com a temàtica la vulnerabilitat humana, la identitat i, especialment, la intimitat. En son exemples treballs com Els dorments, en què retrata amics i coneguts mentre dormen, la Suite veneciana, en què fotografia d'incògnit un home durant una estada a Venècia o El detectiu, un reportatge sobre ella encarregat a uns detectius.
Ha exposat al Centre Georges Pompidou, a l'Hermitage o al Palais des Beaux-Arts de Brussel·les, entre d'altres. El 1997 va presentar una exposició retrospectiva a la Fundació “la Caixa” i el 2007 presentà, al pavelló francès de la Biennal de Venècia, el projecte Prenez soin de vous.

## Biografia
Calle va néixer a París el 9 d’octubre de 1953. És filla del prestigiós oncòleg Robert Calle. A través d’amistats del seu pare amb artistes com Martial Raysse, Arman, i Christian Boltanski, rep inspiració i influència per decidir-se ella mateixa per una carrera artística. Després de viatjar per bona part del món, va retornar a París el 1979. És professora de la European Graduate School (EGS) des de 2005.+

## Obra

### Les dormeurs (Els adormits) (1979)
A finals dels anys setanta, Calle va presentar la seva primera sèrie de fotografies. Ella mateixa va descriure el seu projecte Les dormeurs (Els adormits) de la següent forma:
“Vaig demanar a algunes persones que em proporcionessin algunes hores de somni. Que vinguessin a dormir en el meu llit. Deixar-se fotografiar. Respondre algunes de les meves preguntes. Vaig proposar a cadascun d’ells una estança de vuit hores, la d'un somni normal. Vaig contactar per telèfon amb 45 persones: desconeguts els noms dels quals havien estat suggerits per coneguts comuns, amics i habitants del barri trucats per dormir de dia (...). La meva habitació havia de constituir un espai constantment ocupat durant els vuit dies, succeint els adormits a intervals regulars. (...) L'ocupació del llit va començar l’1 d’abril de 1979 a les 17 h i va finalitzar el dilluns 9 d’abril de 1979 a les 10 h, 28 adormits van succeir. Alguns es van trobar. (...) Un joc de llit net es trobava a la seva disposició (...) no es tractava de saber, sinó d'establir un contacte neutre i distant. Jo feia fotografies cada hora. Observava els invitats dormint"

### Suite Vénitienne (Suite veneciana) (1979)
Pel projecte Suite Vénitienne (1979), a partir d’una festa celebrada a París, Calle segueix a un home fins a Venècia, on es va disfressar i el va seguir per la ciutat, fotografiant-lo, amb el fi de treure part de la seva intimitat. La vigilància de Calle de l'home, a qui identifica només com Henri B., inclou fotografies en blanc i negre acompanyades de text.

### Detective (Detectiu) (1979)
Del mateix any, 1979, també va presentar el seu projecte Detective, on va encarregar a la seva mare que contractés a un detectiu privat perquè la seguís i realitzés un informe un detallat de la seva vida diària incloent-hi un suport gràfic. D'aquella forma, va posseir la informació rebuda del detectiu i la informació que ella va recollir al seu diari personal, i la va comparar. L'artista afirma:
“A petició meva, durant el mes d’abril de 1981, la meva mare es va apropar a l’agència Duluc. Detectius privats. Va demanar que em seguessin i va reclamar una relació escrita de la meva ocupació del temps i una sèrie de fotografies prova de la meva existència”. 

### The Hotel (L’hotel) (1981)
Per executar el seu projecte The Hotel (1981), va ser contractada com a cambrera en un hotel de Venècia on va poder explorar els escrits i objectes de les persones que es quedaven a l'hotel. La visió del seu procés i la seva estètica resultant es pot obtenir a través del seu relat d'aquest projecte: 
"Vaig passar un any per trobar l'hotel, vaig passar tres mesos amb el text i escrivint-lo, vaig passar tres mesos amb les fotografies, i em vaig passar un dia decidint que seria d'aquesta mida i aquest marc ... És l'última reflexió del procés".

### Address Book (Llibreta d'adreces) (1983)
Un dels primers projectes de Calle que va generar una controvèrsia pública va ser Address Book a l’any 1983. El diari francès Libération la va invitar a publicar una sèrie de 28 articles. Calle havia trobat recentment una llibreta d’adreces al carrer (que va fotocopiar i retornar al seu propietari), ella va decidir trucar alguns dels números de telèfon de la llibreta i parlar amb ells sobre el propietari d’aquest. Juntament amb les transcripcions d'aquestes converses, Calle va afegir fotografies de les activitats preferides de l'home, creant un retrat d'un home que mai havia conegut, a través de com el descrivien els seus coneguts. Els articles van ser publicats, però en descobrir-los, el propietari de la llibreta d’adreces, un documentalista anomenat Pierre Baudry, va amenaçar de demandar l'artista per invasió de la privacitat. Segons informa Calle, el propietari va descobrir una fotografia nua d'ella, i va exigir al diari que la publiqués, en represàlia pel que ell percebia com una intrusió no desitjada en la seva vida privada.

### Les aveugles (Els cecs) (1986)
L’any 1986, Calle va realitzar la sèrie Les aveugles. En ella, va recollir els testimonis de diverses persones cegues de naixement segons el que ells creien que és la bellesa. Cadascuna de les peces (un total de 23) es troba integrada per una foto-retrat de la persona, juntament amb un altre quadre amb el seu testimoni escrit, i sota d’això, una fotografia d’allò que la persona havia anomenat com la seva impressió subjectiva de la bellesa. Calle ho va descriure així:
“He trobat persones que són cegues de naixement, Que no han vist mai. Els he preguntat que és per ells la imatge de la bellesa”.
Calle es considera per la mirada, tant la dels altres com la seva. “Que miren els altres quan em miren mirant”, a més a més d’una necessitat de saber de l’altre, com va demostrar a Suite Vénitienne.

### Double Game (Partida doble) (1999)
L'escriptor i cineasta estatunidenc Paul Auster en la seva novel·la Leviatan va inspirar el seu personatge Maria Turner en Sophie Calle. Calle li va demanar que "inventés un personatge fictici que intentés assemblar-se a ella” i va servir de model per al personatge. Aquesta barreja de fets i ficció va intrigar tant Calle que va crear les obres d'art creades pel personatge de ficció, que incloïen una sèrie de menjars coordinats per colors. Aquestes obres estan documentades en la seva publicació Double Game (1999).

### The Mystery Guest: An Account (El convidat misteriós) (2006)
Calle ha elaborat vitrines de regals d’aniversari que se li han donat al llarg de la seva vida; aquest procés va ser detallat per Grégoire Bouillier en les seves memòries The Mystery Guest: An Account (2006).
Segons Bouillier, la premissa de la seva història era que “una dona que ha deixat a un home sense dir el perquè el crida anys més tard i li demana que sigui el 'convidat misteriós' en una festa d'aniversari llançada per l'artista Sophie Calle. I al final d'aquesta festa de moda i completament humiliant, el narrador descobreix el secret de la seva ruptura.

## Altres obres seves
- Les Tombes (1990)
- Récits autobiographiques (1991)
- Dislocations (1991, MOMA Nueva York)
- The last seen... (1992)
- Double Blind (1992) (película)
- Prenez soin de vous (2007)[14]

## Anàlisi de la crítica
Christine Macel va descriure l’obra de Calle com un rebuig a la noció postsestructuralista de la "mort de l'autora" treballant com una "artista en primera persona" que incorpora la seva vida a les seves obres i, en certa manera, redefineix la idea de l'autora.
Angelique Chrisafis, escrivint pel The Guardian, va anomenar a Calle com "el Marcel Duchamp de la roba bruta emocional". Va estar entre els noms de la llista de Blake Gopnik de 2011 "Els 10 artistes més importants d'avui", amb Gopnik argumentant: "És la insensatesa de l'obra de Calle- la seva negativa a adaptar-se a qualsevol dels coloms estàndard, o sobre el sofà de qualsevol persona- el que fa que mereixi espai als museus."

## Premis
- 2010: Premi Internacional de la Fundació Hasselblad[17]
- 2017: Preseleccionat per al Deutsche Börse Photography Prize (Actes Sud, 2016).[18][19]
- 2019: Medalla del Centenari, Royal Photographic Society.[20]